# いすゞ・ウィザードアライブ
ウィザードアライブ（WIZARD ALIVE ）は、かつていすゞ自動車が生産・販売していた5ドア専用のSUVで、同社が販売していたウィザードのFR版に当たる。

## 概要
ミューの5ドア版として出発したミューウィザードは1998年のフルモデルチェンジを経てウィザードとして独立。当初はパートタイム4WDのみのラインナップだったが翌年にFR仕様（以下ウィザード2WD）を追加する。そして2000年5月のマイナーチェンジの際にウィザード2WDはアライブ(ALIVE)として分離独立する。

## メカニズム
基本的な構造は、ベース車のウィザードと同一だが四輪ベンチレーテッドディスクのウィザードに対し後輪だけリーディングトレーディング(=ドラムブレーキ)だったり、LSDがオプション設定すらされていない等装備の簡略化がみられる。

## 歴史
2000年6月1日
ウィザード2WDから独立。同日発売（ウィザードは5月13日）。エンジンラインナップはウィザードとの差別化を図るためディーゼルエンジンは設定されずガソリンエンジンのみの設定に。グレード名もウィザード2WD時代のタイプＸ、タイプSではなくそれぞれLS、Sに。
2001年5月12日
一部改良。60タイヤ（235/60/R16）を採用。これにより従来型車比で20mm、4WD車比で40mm車高が下がる。
2002年12月
いすゞ自動車の乗用車部門撤退に伴い生産及び販売を終了。

## グレード体制
| グレード | エンジン型式 | エンジン             | 排気量  | 最大出力       | 最大トルク         | 変速機 | 車重    | 新車販売価格 |
| -------- | ------------ | -------------------- | ------- | -------------- | ------------------ | ------ | ------- | ------------ |
| S        | 6VD1         | V型6気筒DOHC24バルブ | 3,165cc | 215ps/5,600rpm | 30.0kg・m/3,000rpm | 4速AT  | 1,700kg | 1,938,000円  |
| LS       | 6VD1         | V型6気筒DOHC24バルブ | 3,165cc | 215ps/5,600rpm | 30.0kg・m/3,000rpm | 4速AT  | 1,680kg | 2,140,000円  |

## 車名の由来
- ウィザードは英語で「魔法使い」、「名手」を意味する。
- アライブは英語で「活動的」、「生きる」などの意味。